# NGC 2555
NGC 2555 é uma galáxia espiral barrada (SBab) localizada na direcção da constelação de Hydra. Possui uma declinação de +00° 44' 42" e uma ascensão recta de 8 horas, 17 minutos e 56,3 segundos.
A galáxia NGC 2555 foi descoberta em 20 de Dezembro de 1784 por William Herschel.